# Lim Seng Kong
Lim Seng Kong (Kuala Lumpur, 11 giugno 1970 – Kuala Lumpur, 12 febbraio 2012) è stato un calciatore e giocatore di calcio a 5 malese.

## Carriera
Come massimo riconoscimento in carriera vanta la partecipazione, con la Nazionale maschile di calcio a 5 della Malaysia, al FIFA Futsal World Championship 1996 in cui la selezione asiatica si è fermata al primo turno, eliminata nel girone comprendente Italia, Uruguay e Stati Uniti.